# Els Pujals
Els Pujals és una muntanya de 172 metres que es troba al municipi de Sant Climent Sescebes, a la comarca catalana de l'Alt Empordà.